# Storhertigens finanser (1924)
Storhertigens finanser (originaltitel: Die Finanzen des Großherzogs) är en tysk stumfilmskomedi från 1924 i regi av F.W. Murnau, baserad på Frank Hellers romanfigur Herr Collin samt romanen Storhertigens finanser (1915). Romanen har filmatiserats ytterligare en gång, tio år senare med samma titel.

## Medverkande (i urval)
- Alfred Abel - Philipp Collins
- Hugo Block - storhertigens tjänare Joaquino
- Mady Christians - Storfurstinnan Olga av Ryssland
- Adolphe Engers - Don Esteban Paqueno
- Julius Falkenstein -  Ernst Isaacs
- Ilka Grüning - Augustine
- Guido Herzfeld - Markowitz
- Georg August Koch -
- Harry Liedtke - Storhertig Don Ramon XXII
- Walter Rilla -  Luis Hernandez
- Hans Hermann Schaufuss -
- Robert Scholz - Olgas broder
- Max Schreck -
- Hermann Vallentin - Herr Binzer